# 工作車
工作車（こうさくしゃ）は、かつて日本国有鉄道に在籍した事業用貨車の一種である。駅や区にある機械設備などを検査・修繕するための器具や機械を積載する車両や、橋梁などの工事現場で工場の役割をするための工作機械や工事材料を積載する車両が、工作車に分類された。
1953年（昭和28年）4月8日の車両称号規程改正（総裁達第225号）時に新設された種別で、種別記号はコウサクの「サ」である。有蓋車や二軸客車の改造車や代用貨車が分類されたが、もともと老朽車の改造車であったことや、地上設備の充実により、1972年（昭和47年）度に消滅した。

## 形式
- サ1形
ワム1形の改造車で、17両（サ1 - サ17）が製作された。1972年消滅。
- サ100形
ワム3500形の改造車で、10両（サ100 - サ109）が製作された。1972年消滅。
- サ200形
ヤ520形（客車）の改番車で、12両（サ200 - サ211）が製作された。1966年消滅。
- サ220形
ヤ500形・ヤ510形（客車）の改番車で、4両（サ220 - サ223）が製作された。1969年消滅。1両（サ222）がヌ100形客車から振り替えられている。
- サ230形
ヤ500形・ヤ510形（客車）の改番車で、5両（サ230 - サ234）が製作された。1967年消滅。